# Bișkek
Bișkek (în kirghiză și rusă Бишкек) este capitala Kârgâzstanului. Este cel mai important centru politic, financiar, cultural și artistic al țării. Populația capitalei kirghize era de 866.000 locuitori în 2004. În 2021, populația orașului era de 1,074,075 de locuitori.

## Istoric
În 1825, pe teritoriul de astăzi a orașului Bișkek a s-a aflat cetatea kokandă Pișpek, care a fost ocupată și distrusă de ruși în 1862. În 1868, rușii înființează o așezare cu numele vechii cetăți, Pișpek, care în 1878 primește statut de oraș și reședință de județ. În 1925 devine capitala Regiunii Autonome Kirghize, iar în anul 1926, denumirea orașului se schimbă în Frunze, în cinstea generalului bolșevic de origine română basarabeană, ce s-a născut în Bișkek, Mihail Frunze, (Mihai(l) Frunză). În 1936, Regiunea Autonomă Kirghiză devine Republica Sovietică Socialistă Kirghistan, iar Frunze (Bișkek) capitala acesteia.

## Clima
| Date climatice pentru Bișkek                                                            | Date climatice pentru Bișkek | Date climatice pentru Bișkek | Date climatice pentru Bișkek | Date climatice pentru Bișkek | Date climatice pentru Bișkek | Date climatice pentru Bișkek | Date climatice pentru Bișkek | Date climatice pentru Bișkek | Date climatice pentru Bișkek | Date climatice pentru Bișkek | Date climatice pentru Bișkek | Date climatice pentru Bișkek | Date climatice pentru Bișkek |
| Luna                                                                                    | Ian                          | Feb                          | Mar                          | Apr                          | Mai                          | Iun                          | Iul                          | Aug                          | Sep                          | Oct                          | Nov                          | Dec                          | Anual                        |
| --------------------------------------------------------------------------------------- | ---------------------------- | ---------------------------- | ---------------------------- | ---------------------------- | ---------------------------- | ---------------------------- | ---------------------------- | ---------------------------- | ---------------------------- | ---------------------------- | ---------------------------- | ---------------------------- | ---------------------------- |
| Maxima medie °C (°F)                                                                    | 3.2 (37,8)                   | 4.9 (40,8)                   | 11.2 (52,2)                  | 18.5 (65,3)                  | 23.6 (74,5)                  | 29.0 (84,2)                  | 31.7 (89,1)                  | 30.9 (87,6)                  | 25.5 (77,9)                  | 17.8 (64)                    | 11.0 (51,8)                  | 5.0 (41)                     | 17,7 (63,9)                  |
| Media zilnică °C (°F)                                                                   | −2.6 (27,3)                  | −0.8 (30,6)                  | 5.3 (41,5)                   | 12.3 (54,1)                  | 17.4 (63,3)                  | 22.4 (72,3)                  | 24.9 (76,8)                  | 23.8 (74,8)                  | 18.5 (65,3)                  | 11.0 (51,8)                  | 4.7 (40,5)                   | −0.9 (30,4)                  | 11,3 (52,3)                  |
| Minima medie °C (°F)                                                                    | −7.1 (19,2)                  | −5.2 (22,6)                  | 0.4 (32,7)                   | 6.4 (43,5)                   | 11.1 (52)                    | 15.6 (60,1)                  | 17.9 (64,2)                  | 16.4 (61,5)                  | 11.3 (52,3)                  | 5.0 (41)                     | −0.1 (31,8)                  | −5.1 (22,8)                  | 5,6 (42,1)                   |
| Minima istorică °C (°F)                                                                 | −31.9 (−25.4)                | −34 (−29)                    | −21.8 (−7.2)                 | −12.3 (9,9)                  | −5.5 (22,1)                  | 2.4 (36,3)                   | 7.4 (45,3)                   | 5.1 (41,2)                   | −2.8 (27)                    | −11.2 (11,8)                 | −32.2 (−26.0)                | −29.1 (−20.4)                | −34 (−29)                    |
| Precipitații mm (inches)                                                                | 26 (1.02)                    | 34 (1.34)                    | 55 (2.17)                    | 67 (2.64)                    | 61 (2.4)                     | 34 (1.34)                    | 21 (0.83)                    | 13 (0.51)                    | 19 (0.75)                    | 45 (1.77)                    | 42 (1.65)                    | 35 (1.38)                    | 452 (17,8)                   |
| Umiditate [%]                                                                           | 75                           | 75                           | 71                           | 63                           | 60                           | 50                           | 46                           | 45                           | 48                           | 62                           | 70                           | 75                           | 62                           |
| Nr. de zile cu precipitații (≥ 0.1 mm)                                                  | 6.2                          | 6.4                          | 8.5                          | 8.8                          | 7.9                          | 4.4                          | 3.2                          | 2.2                          | 2.7                          | 5.8                          | 6.5                          | 5.6                          | 68,2                         |
| Ore însorite                                                                            | 136.4                        | 130.0                        | 151.9                        | 195.0                        | 260.4                        | 306.0                        | 331.7                        | 316.2                        | 264.0                        | 195.3                        | 144.0                        | 114.7                        | 2.545,6                      |
| Sursa nr. 1: Pogoda.ru.net, World Meteorological Organization (precipitation days only) |                              |                              |                              |                              |                              |                              |                              |                              |                              |                              |                              |                              |                              |
| Sursa nr. 2: Hong Kong Observatory (sun only)                                           |                              |                              |                              |                              |                              |                              |                              |                              |                              |                              |                              |                              |                              |

## Personalități
- Mihail Frunze (1885 - 1925), om politic bolșevic